# Louis de Folleville
Pour les articles homonymes, voir Folleville.
Ne doit pas être confondu avec Famille Le Sens de Folleville.
Louis Jean André de Folleville est un magistrat et homme politique français, né le 12 novembre 1765 à Morainville (Eure) et mort le 8 juillet 1842 à Lisieux (Calvados).

## Biographie
Louis Jean André de Folleville est le fils de Louis André de Folleville, lieutenant au régiment de la Tour du Pin, et de Catherine de Larcher de La Prairie.
Conseiller au Parlement de Normandie avant la Révolution, il émigre puis rentre en France pendant le Consulat. Il se marie, à son retour en France, avec Charlotte Aupoix de Mervilly, fille d'un chevau-léger de la Garde et veuve de Romain-Guillaume Rondel d'Heudreville. De son premier mariage, son épouse est la belle-mère de Louis-Philippe-Auguste Rioult de Neuville. Une de leur fille épousera Manuel Marliani. Il se tient à l'écart pendant la durée de l'Empire.
Désigné par le roi, en 1815, pour présider le collège électoral de Lisieux, propriétaire du château de Mervilly, il est député du Calvados de 1815 à 1821, siégeant avec les ultraroyalistes.
Il vote toutes les lois restrictives des libertés. En 1818, il s'oppose à un amendement destiné à obliger les ministres à rendre compte de l'emploi du fonds de l'extraordinaire.
Il vote pour le maintien des droits d'importation sur les cotons, afin d'épargner de la concurrence les soies et laines françaises. Il combat la pétition des fabricants de Rouen, soutenue par Jean-Marie Duvergier de Hauranne, réclamant la diminution de ce droit de douane, et appuie au contraire celle des fabricants de Bernay, qui demandaient l'augmentation ou du moins le maintien de cet impôt, afin de préserver leur rente. C'est contre ce type de mesures protectionnistes bénéficiant à quelques-uns aux dépens du choix et du pouvoir d'achat de l'ensemble des consommateurs que lutteront Richard Cobden en Angleterre, puis Frédéric Bastiat en France.
Il est fait chevalier de la Légion d'honneur (1er mai 1821).
Il est le grand-oncle de Daniel de Folleville de Bimorel.

## Sources
- « Louis de Folleville », dans Adolphe Robert et Gaston Cougny, Dictionnaire des parlementaires français, Edgar Bourloton, 1889-1891 [détail de l’édition]